# Coluria
Coluria là một chi thực vật có hoa trong họ Hoa hồng.